# Corneliu Ion
Corneliu Ion, född 27 juni 1951 i Focșani, är en rumänsk före detta sportskytt.
Ion blev olympisk guldmedaljör i snabbpistol vid sommarspelen 1980 i Moskva.